# Tihomir Ognjanov
Tihomir Ognjanov (en serbio: Тихомир Огњанов; Subotica, Reino de Yugoslavia; 2 de Marzo de 1927-Subotica, Serbia; 2 de Julio de 2006) fue un futbolista y entrenador yugoslavo que jugaba en la posición de delantero.

## Carrera

### Club
Inició a nivel juvenil en tres equipos locales en los que rondó por siete años hasta que a nivel de primer equipo juega con el Spartak Subotica por dos años hasta ser traspasado al FK Partizan en el que anotó siete goles en nueve partidos y con ellos ganó la liga y la copa nacional en 1947; y pasa a jugar en el primer equipo del Spartak Subotica por dos temporadas hasta que en 1949 pasa a jugar con el Estrella Roja de Belgrado, equipo donde pasó sus mejores años anotando 22 goles en 75 partidos y ganó dos títulos de liga y uno de copa en 1950. Regresa al Spartak Subotica en el que anota 71 goles en 110 partidos en ocho años hasta su retiro en 1961.

### Selección nacional
Participó con Yugoslavia en 28 partidos y anotó en siete ocasiones entre 1950 y 1956, jugó en los mundiales de Brasil 1950 y Suiza 1954, además de ganar la medalla de plata en los Juegos Olímpicos de Helsinki 1952.

### Entrenador
Dirigió a cuatro equipos en su carrera, tres de ellos de su ciudad natal Subotica.

## Logros

### Club
- Primera Liga de Yugoslavia: 3

- Partizan: 1946-1947
- Estrella Roja: 1951, 1952-1953

- Copa de Yugoslavia: 2

- Partizan: 1946-1947
- Estrella Roja: 1950

### Selección
- Fútbol en los Juegos Olímpicos

-  Medalla de Plata: 1

1952